# Jakob Dallevedove
Jakob Dallevedove (Treviri, 21 novembre 1987) è un ex calciatore tedesco, di ruolo centrocampista.

## Carriera
In carriera ha giocato 14 partite di qualificazione alle coppe europee, 4 per la Champions League e 10 per l'Europa League, tutte con il Fola Esch.

## Palmarès

### Club

#### Competizioni nazionali
- Campionato lussemburghese: 1

Fola Esch: 2014-2015